# Ghukasavan
Ghukasavan (en arménien Ղուկասավան ) est une communauté rurale du marz d'Ararat en Arménie. En 2008, elle compte 2 196 habitants.